# Маадан-е Керк
Маадан-е Керк (перс. معدن كرك) — село в Ірані, у дегестані Кара-Кагріз, у Центральному бахші, шагрестані Шазанд остану Марказі. За даними перепису 2006 року, його населення становило 5 осіб, що проживали у складі 5 сімей.